# Jernets historie
|  | Sammenskrivningsforslag Artiklen Jernets historie er foreslået føjet ind i Jern. (Siden september 2017) Diskutér forslaget |

Artiklen om jernets historie omhandler menneskets udnyttelse af jern historisk set i forskellige dele af verden.

## Nærorienten
Den tidligste menneskelige brug af jern kendes fra sumererne og Egypten, ca. 4000 fvt. Det drejer sig om rent jern fra meteoritter, og det blev benyttet til dekoration eller som spydspidser. Det blev ikke bearbejdet ved smeltning eller smedning, men ved hjælp af stenalderens metoder.
Mellem 3000 og 2000 fvt. finder man jern, der er udvundet af malm (som kan skelnes fra meteoritjern ved at det ikke indeholder nikkel), i Mesopotamien og Egypten. Det ser kun ud til at være blevet brugt ceremonielt, og det var mere kostbart end guld. Det er muligt, at jernet er opstået som et biprodukt i bronzefremstillingen i form af jernsvamp.
Mellem 1600 og 1200 fvt. blev jernet udnyttet kraftigt; endnu afløste det ganske vist ikke bronze. Overgangen fra bronzealderen til jernalderen fandt sted i det nære Østen efter 1200. Man formoder, at skiftet ikke blev udløst på grund af jernets overlegenhed som materiale, men på grund af mangel på tin (som er nødvendigt til bronzefremstilling).
Ved de første udvindingsmetoder i jernalderen opstod der jernsvamp. Med anvendelse af trækul i den videre forarbejdning blev der tilført jernet kulstof med stål som slutresultat (i det mindste på overfladen). Gennem hærdning (dvs. pludselig afkøling ved nedsænkning i en væske) opstod der produkter med en elasticitet og hårdhed, der var bronzen overlegen.

## Kina
Også i Kina gjorde man sig de første erfaringer med jern fra meteoritter. De første arkæologiske spor af smedejern findes i nordvest, nær Xinjiang, og stammer fra det 8. århundrede fvt. Man formoder, at disse produkter, som er fremstillet med metoder fra det nære Østen, er nået til Kina gennem handel.
Ca. 550 fvt. i den sidste del af Zhou-dynastiet (1122-256 fvt.) skete der et afgørende, teknisk gennembrud med udviklingen af højovnen, og produktion af støbejern blev mulig.

## Europa
Da de europæiske fremstillingsmetoder kun nåede temperaturer på knap 1300°C, fandt udviklingen af støbejern først sted i det 14. århundredes Sverige. Med fremstillingen af kanonkugler spredtes støbejernsforarbejdning hurtigt over hele Europa.
De tidligste tegn på jernudvinding i Danmark stammer fra ca. 500-200 fvt. Råmaterialerne var trækul og myremalm. Ovntypen der blev anvendt er ukendt. Fra ca. 200 fvt. til ca. 200 evt. benyttedes ovntyper som Espevej-ovnen og Skovmark-ovnen, der består af et ca. 1 m. højt lerrør(man kender ikke den nøjagtige højde, eftersom der ikke er fundet komplette ovnfund), og som har et separat slaggerum under selve ovnskakten. I forbindelse med disse ovne har man fundet flere karakteristiske lerplader med luftindblæsningshul, der formodes at have tildækket en åbning i ovnen, mens der blev udvundet jern. Fra ca. 300 evt. til 600 evt. benyttedes i vid udstrækning en slaggegrubeovn. Denne ovntype er bortset fra Sjælland fundet i det meste af resten af Danmark. Der er desuden vidt udbredt i Nordtyskland og Polen. Den bestod af et ca. 120-160 cm højt (Her kender man heller ikke den nøjagtige højde), let konisk lerrør, under hvilket var gravet en ca. 30-80 cm dyb slaggegrube. De efterladte slaggeblokke vejer typisk ca. 250 kg, og det er muligt at lokalisere disse blokke vha. en særlig magnetisk måleteknik. Det formodes, at der alene i Jylland ligger 10.000-20.000 sådanne blokke i jorden. Disse slaggeblokke findes i mange forskellige størrelser, men de førnænvte mål er de mest hyppige. 
Da de forsvindende skove ikke mere kunne dække det voksende behov for trækul til jernudvinding i Storbritannien, blev brugen af kul (eller rettere kulproduktet koks) udviklet som alternativ af Abraham Derby. Denne omstilling gælder sammen med opfindelsen af dampmaskinen som begyndelsen til den industrielle revolution.